# Muara Abab
Muara Abab is een bestuurslaag in het regentschap Banyuasin van de provincie Zuid-Sumatra, Indonesië. Muara Abab telt 799 inwoners (volkstelling 2010).